# Shin'ichi Suzuki
Shinichi Suzuki  (Nagoya, 17 de octubre de 1898 - Matsumoto, 26 de enero de 1998) fue un violinista y pedagogo musical japonés, creador del Método Suzuki para aprendizaje musical.

## Biografía
Su padre era lutier y aunque su vocación musical no fue precoz, el hecho de una infancia rodeada de instrumentos musicales fue decisivo. En 1915 inicia sus estudios de violín en el Conservatorio de Tokio, cuando la música occidental era considerada algo exótico. Amplió sus conocimientos en Europa y en 1924 se marcha a Berlín, donde es nombrado discípulo de Karl Klinger. 
Regresó a su país de origen en 1932 y comenzó con su carrera como pedagogo en su primer lugar de enseñanza. En 1945 se funda el Instituto de Investigación, entidad destinada a descubrir jóvenes talentos en los diversos campos de la cultura y allí pudo desarrollar unos métodos pedagógicos que llegarían a ser incluso adoptados por conservatorios occidentales, apuntando a la enseñanza de piano, violín y violonchelo. 
Suzuki empleó las siguientes ideas de Educación de Talentos para sus escuelas pedagógicas:
- El ser humano es un producto de su medio ambiente.
- Cuanto más temprano, mejor. No sólo en la música, sino en todas las ramas del aprendizaje.
- La repetición de las experiencias es importante para el aprendizaje.
- Los maestros y padres (el ambiente adulto humano) debe estar al nivel más alto y continuar su crecimiento para proveer una mejor enseñanza para el niño.
- El sistema o método debe incluir ilustraciones para el niño, basadas en el entendimiento del maestro del cuándo, qué y cómo. (Kendall, 1966)[1]

Suzuki apoyó —junto con el premio Nobel de la Paz Linus Pauling (1901-1994) y la actriz Liza Minnelli (1946–)— al controvertido Instituto para el Logro del Potencial Humano, una organización sin ánimo de lucro que pretende mejorar el desarrollo neurológico de niños que han sufrido una lesión cerebral.
Su etapa como concertista fue entre 1930 y 1948. Publicó varios libros, entre ellos "Hacia la música con amor" , en 1969.
Invento el método Suzuki, el cual se utiliza en millones de escuelas de todo el mundo. 